# خورشیدگرفتگی ۲ ژوئیه ۲۰۳۸
خورشیدگرفتگی ۲ ژوئیه ۲۰۳۸ (به انگلیسی: Solar eclipse of July 2, 2038) یک خورشیدگرفتگی از نوع خورشیدگرفتگی حلقه‌ای است. این خورشیدگرفتگی در تاریخ ۲ ژوئیه ۲۰۳۸ میلادی (‎۱۱ تیر ۱۴۱۷ خورشیدی) روی خواهد داد که زمان اوج آن، ساعت ۱۳:۳۲:۵۵ به‌وقت ساعت هماهنگ جهانی است. مدت زمان و طول این خورشیدگرفتگی ۱ دقیقه و ۰  ثانیه خواهد بود. این خورشید گرفتگی در ایران به صورت جزیی قابل رویت است